# Инглхарт, Рональд
Ро́нальд Фра́нклин И́нглхарт (встречается транслитерация Инглегарт; англ. Ronald Franklin Inglehart; 5 сентября 1934, Милуоки, Висконсин — 8 мая 2021, Анн-Арбор, Мичиган) — американский социолог и политолог, создатель социологической теории постматериализма, изобретатель диаграммы Инглхарта.

## Биография
В 1956 году получил бакалавра гуманитарных наук в Северо-Западном университете, в 1962 году в Чикагском университете магистра гуманитарных наук по политологии, в 1964 году в Лейденском университете магистра гуманитарных наук, в 1967 году в Чикагском университете доктора философии.
С 1966 года преподавал в Мичиганском университете, где с 1978 года являлся профессором политологии С 1985 года программный директор Центра политических исследований Института социальных исследований Мичиганского университета.
В 1994—1997 годах член Комитета международной политической науки при Американской ассоциации политической науки.
С 2010 года главный научный сотрудник лаборатории сравнительных социальных исследований в Высшей школе экономики.
Член редакционных коллегий научных журналов по политологии «Government and Opposition» (с 1987), «International Journal of Public Opinion» (с 1989) и «Politics and the Individual» (с 1991).
Владел английским, испанским, итальянским, немецким, нидерландским, португальским и французским языками.

## Научная деятельность
C 1970 по 1990 год Инглхарт — исследователь в проекте «Евробарометр» — мониторинге общественного мнения стран ЕС. В 1990 году утверждён руководителем проекта Всемирного исследования ценностей (World Values Survey) (стартовал в 1981 году). Опросы и интервью в рамках проекта проходят с пятилетней периодичностью в 78 странах мира и с привлечением многих организаций.
Также выступал в качестве приглашённого исследователя в 12 странах, консультировал ЕС и Госдеп США.

### Постматериализм
В семидесятые годы Инглхарт разработал социологическую теорию постматериализма, в которой предложил новые подходы к исследованию ценностей и их изменений от поколения к поколению.
В основу научной деятельности Инглхарта был заложен тезис о том, что переход от материалистических к постматериалистическим ценностям представляет собой наиболее значимое социальное изменение конца XX века. Особое внимание при этом было уделено взаимозависимости политических, экономических, социально-психологических и других факторов развития социума.

### Культурная эволюция
Книга «Культурная эволюция: мотивации людей меняются и преобразовывают мир» (издательство Cambridge University Press, 2018) — это обновление результатов и теорий, опубликованных в предыдущих книгах Инглхарта. Культурная эволюция утверждает, что ценности и поведение людей зависят от степени безопасности выживания. В этой книге Инглхарт представляет то, что он называет «теорией эволюционной модернизации», и описывает, как социальные ценности и человеческие приоритеты развивались в истории как следствие повышения экзистенциальной безопасности. Презентация основана на данных лонгитюдного опроса из более чем ста стран в Обзоре мировых ценностей, собранных шестью волнами в период с 1981 по 2014 год. Теория эволюционной модернизации гласит, что экономическая и физическая нестабильность вызывает авторитарный рефлекс, ведущий к ксенофобии, сильной внутригрупповой солидарности, авторитарной политике и жёсткому соблюдению традиционных культурных норм. Выживание находилось в опасности на протяжении большей части истории, и это ставило сильный акцент на групповой солидарности, неприятии посторонних и повиновении сильным лидерам. И наоборот, высокий уровень экзистенциальной безопасности способствует открытости к изменениям, разнообразию и новым идеям. Модернизация и экономическое развитие создали определённую степень безопасности во многих странах после Второй мировой войны, где люди воспринимали выживание как само собой разумеющееся. Процветание и экзистенциальная безопасность послевоенной эпохи привели к культурным изменениям, движению за защиту окружающей среды и распространению демократии, снижению авторитаризма и росту постматериалистических ценностей: эгалитарных норм, секуляризации, терпимости к иностранцам, гендерного равенства и терпимости к разводам, гомосексуальности и абортам. Свобода выбора в постматериалистических обществах также ведёт к увеличению счастья. Инглхарт видел негативную реакцию в усилении авторитаризма, политического популизма и разрушения демократии как следствие снижения экономической безопасности, которое следует за снижением уровня занятости и растущим экономическим неравенством.

## Награды
- Почётный доктор наук Уппсальского университета[4].
- В 2011 году получил премию Юхана Шютте за достижения в области политических наук, самую престижную академическую награду для политологов.

## Научные труды
Из более 200 научных работ Инглхарта наибольшим интересом пользуются следующие книги:
- The Silent Revolution, Princeton University Press, 1977.
- Culture Shift in Advanced Industrial Society, Princeton University Press, 1990.
- Value Change in Global Perspective, University of Michigan Press, 1995 (with Paul R. Abramson).
- Modernization and Postmodernization, Princeton University Press, 1997.
- (with Wayne Baker) «Modernization, Cultural Change and the Persistence of Traditional Values.» American Sociological Review[англ.]. (February, 2000).
- Rising Tide: Gender Equality and Cultural Change around the World, Cambridge University Press, 2003 (co-authored with Pippa Norris).
- Human Beliefs and Values: A Cross-Cultural Sourcebook based on the 1999—2002 values Surveys., Mexico City: Siglo XXI, 2004 (co-edited with Miguel Basanez, Jaime Deiz-Medrano, Loek Halman and Ruud Luijkx).
- Sacred and Secular: Religion and Politics Worldwide, Cambridge University Press, 2004 (co-authored with Pippa Norris).
- Modernization, Cultural Change and Democracy: The Human Development Sequence, Cambridge University Press, 2005 (co-authored with Christian Welzel).
  - Рональд Инглхарт, Кристиан Вельцель[англ.]. Модернизация, культурные изменения и демократия. Последовательность человеческого развития. — М.: Новое издательство, 2011. — 464 с. — (Библиотека Фонда «Либеральная миссия»). — ISBN 978-5-98379-144-2.
- Рональд Инглегарт Культурный сдвиг в зрелом индустриальном обществе // Новая постиндустриальная волна на Западе. Антология. — М.: Academia, 1999.
- Рональд Инглегарт Модернизация и постмодернизация // Новая постиндустриальная волна на Западе. Антология. — М.: Academia, 1999.
- Рональд Ф. Инглхарт Культурная эволюция. Как изменяются человеческие мотивации и как это меняет мир = Cultural Evolution: How People’s Motivations are Changing and How this is Changing the World. — Мысль, 2018. — 334 с. — ISBN 978-5-244-01202-6
- Cultural Backlash: Trump, Brexit, and Authoritarian Populism. Cambridge University Press, 2019 (co-authored with Pippa Norris).
- Рональд Инглегарт Неожиданный упадок религиозности в развитых странах. — ЕУСПб, 2022. — 238 с. — ISBN 978-5-94380-337-6